# Мала продавница страве (филм из 1960)
Мала продавница страве (енгл. The Little Shop of Horrors) амерички је природни хорор филм са елемнтима црног хумора из 1960. године, редитеља Роџера Кормана, са Џонатаном Хејзом, Џеки Џозеф и Мелом Велсом у главним улогама. Концепт филма је делимично инспирисан причом Џона Колијера, Зелене мисли (1932), у којој је, такође, биљка људождерка у главном фокусу. Филм је, захваљујући Кормановој организацији, снимљен за рекордна два дана са буџетом од 30.000 долара. Осим тога, остао је упамћен као једно од првих појављивања Џека Николсона.
Филм је премијерно приказан 14. септембра 1960, као двоструко остварење, заједно са Црном недељом редитеља Марија Баве. Добио је позитивне оцене критичара, осредње оцене публике и временом постао култни класик. Популарност Мале продавнице страве порасла је након телевизијских приказивања, а 1987. објављена је и колоризована верзија на ДВД-у.
Године 1986. снимљен је истоимени римејк у режији Френка Оза.

## Радња
Гравис Мушник власник је цвећаре у којој раде двоје младих запослених, Одри Фулквард и смотани Симор Крелбојн, који непрестано прави проблеме, због чега Мушник одлучује да га отпусти. Како би га убедио да га врати на посао, Симор шефу показује ретку врсту биљке коју је купио од јапанског баштована и којој је дао име Одри млађа, по својој колегиници у коју је заљубљен. Одри млађа привлачи много посетилаца у цвећаруи Мушник је задовољан повећаним профитом, али Симор крије да је биљка заправо људождерка.  

## Улоге
| Глумац           | Улога                       |
| ---------------- | --------------------------- |
| Џонатан Хејз     | Симор Крелбојн              |
| Џеки Џозеф       | Одри Фулквард               |
| Мел Велс         | Гравис Мушник               |
| Дик Милер        | Берсон Фуш                  |
| Миртл Вејл       | Винифред Крелбојн           |
| Сандра де Бер    | Ширли Пламп                 |
| Тоби Мајклс      | Барбара Фридл               |
| Леола Вендорф    | госпођа Сиди Шива           |
| Џек Николсон     | Вилбур Форс                 |
| Лин Стори        | госпођа Хортенс Фојхтвангер |
| Вали Кампо       | наредник Џо Финк            |
| Џек Варфорд      | полицајац Френк Стули       |
| Мери Велс        | Леонора Клајд               |
| Џон Херман Шанер | др Фибус Фарб               |
| Чарлс Б. Грифит  | Одри млађа (глас)           |
| Џек Грифит       | Агони Луш                   |
| Роберт Куган     | Трамп                       |